# Италијанска оклопњача Енрико Дандоло
Енрико Дандоло (итал. Enrico Dandolo, име по једном дужду Млетачке републике) је била италијанска оклопњача класе Енрико Дандоло. Поринута је у Ла Специји 1878. године.
Коришћена је у борби током италијанско-турског рата 1911 — 1912, када је обављала мисије подршке снагама у нападу. Исти је задатак имала и током Првог светског рата. Привремено је и била адмиралски брод снагама у Албанији.
Од краја рата до октобра 1919. служила је као седиште италијанске поморске врховне команде у Боки которској, који је био надлежан за поступке везане за капитулацију Аустроугарске. Отписан је и исечен 1920. године.